# Varianta Ocolitoare Fetești
Varianta Ocolitoare Fetești este un drum național de 3km lungime, aflat între DN3A și DN3B.